# Primula chienii
Primula chienii är en viveväxtart som beskrevs av Fang. Primula chienii ingår i släktet vivor, och familjen viveväxter. Inga underarter finns listade i Catalogue of Life.